# Liste der Kulturdenkmale in Kiel-Brunswik
In der Liste der Kulturdenkmale in Kiel-Brunswik sind alle Kulturdenkmale des Stadtteils Brunswik der schleswig-holsteinischen Landeshauptstadt Kiel aufgelistet (Stand: 10. März 2025).
Die Bodendenkmale sind in der Liste der Bodendenkmale in Kiel aufgeführt.

## Legende
In den Spalten befinden sich folgende Informationen:
- Objekt-ID: die Nummer des Kulturdenkmales
- Lage: die Adresse des Kulturdenkmales und die geographischen Koordinaten. Kartenansicht, um Koordinaten zu setzen. In der Kartenansicht sind Kulturdenkmale ohne Koordinaten mit einem roten Marker dargestellt und können in der Karte gesetzt werden. Kulturdenkmale ohne Bild sind mit einem blauen Marker gekennzeichnet, Kulturdenkmale mit Bild mit einem grünen Marker.
- Offizielle Bezeichnung: Bezeichnung des Kulturdenkmales
- Beschreibung: die Beschreibung des Kulturdenkmales
- Bild: ein Bild des Kulturdenkmales

## Mehrheit von baulichen Anlagen
| Objekt-ID | Lage                                                                | Offizielle Bezeichnung                             | Beschreibung | Bild                             |
| --------- | ------------------------------------------------------------------- | -------------------------------------------------- | --- | -------------------------------- |
| 49691     | Adolfstraße 11, 13 (54° 19′ 59″ N, 10° 8′ 15″ O)                    | Mietwohnungshäuser Adolfstraße 11-13               | Adolfstraße 11-13; um 1890; zwei mehrgeschossige traufständige Putzbauten, Fassadendekor in Renaissanceformen mit Fensterverdachungen und Pilastergliederung, bauzeitliche Zwerchhäuser - Begründung: geschichtlich, städtebaulich - Schutzumfang: Mietwohnungshäuser Adolfstraße 11, 13 | Fotos hochladen                  |
| 49695     | Adolfstraße 29, 31, 31a, 33, 35,37 (54° 20′ 5″ N, 10° 8′ 15″ O)     | Wohnbebauung Adolfstraße 29-37                     | Adolfstraße 29-37; um 1900; Gruppe von sechs viergeschossigen traufständigen Mietwohnungshäusern und Wohn- und Geschäftshäusern in Putz- und Klinkerausführung, Fassaden aufgelockert durch Risalite, Erker und Putzdekor, Dachzonen mit Zwerchhäusern und Gauben - Begründung: geschichtlich, städtebaulich - Schutzumfang: Wohn- und Geschäftshäuser (Adolfstraße 29, 31); Mietwohnungshäuser (Adolfstraße 31a, 33, 35, 37) | Fotos hochladen                  |
| 45026     | Holtenauer Straße 53, 55, 57, 59, 59a (54° 19′ 59″ N, 10° 7′ 56″ O) | Wohn- und Geschäftshäuser Holtenauer Straße 53-59a | Wohn- und Geschäftshäuser Holtenauer Straße 53-59a; um 1890/1900; Gruppe von fünf viergeschossigen Wohn- und Geschäftshäusern, traufständig mit historistischen Putz- und Klinkerfassaden, teilweise mit Mittelerkern - Begründung: geschichtlich, städtebaulich - Schutzumfang: Wohn- und Geschäftshäuser Holtenauer Straße 53, 55, 57, 59, 59a; Schauenburgerstraße 38a                                                     | Fotos hochladen                  |
| 50164     | Holtenauer Straße 92, 94, 96-98 (54° 20′ 5″ N, 10° 8′ 1″ O)         | Wohn- und Geschäftshäuser Holtenauer Straße 92-98  | Wohn- und Geschäftshäuser Holtenauer Straße 92-96/98; um 1900; drei traufständige Bauten unter Sattel- und Kieler Dächern, Fassaden mit Klinker- und Fliesenverblendung, belebt durch Erker, Loggien und Ziergiebel, gotisierender Formenkanon - Begründung: geschichtlich, städtebaulich - Schutzumfang: Wohn- und Geschäftshäuser Holtenauer Straße 92, 94, 96-98                                                           | weitere Fotos \| Fotos hochladen |
| 49724     | Lornsenstraße 30, 32, 34 (54° 20′ 4″ N, 10° 8′ 18″ O)               | Mietwohnungshäuser Lornsenstraße 30-34             | Lornsenstraße 30-34; um 1900, Emil Ebeling für das Baugeschäft Amelow; drei traufständige viergeschossige Mietwohnungshäuser in Putz- und Backsteinausführung, reich gegliederte Fassaden mit Erkern, historisierender Dekor - Begründung: geschichtlich, städtebaulich - Schutzumfang: Mietwohnungshäuser Lornsenstraße 30, 32, 34                                                                                           | Fotos hochladen                  |
| 50111     | Schauenburgerstraße 37, 39 (54° 19′ 59″ N, 10° 7′ 51″ O)            | Mietwohnungshäuser Schauenburger Straße 37-39      | Schauenburger Straße 37-39; um 1890; zwei traufständige viergeschossige Wohn- und Geschäftshäuser, Fassaden in Putz- und Klinkerausführung, gleichmäßig gereihte Fenster in Putzrahmungen mit Renaissancezier - Begründung: geschichtlich, städtebaulich - Schutzumfang: Mietwohnungshäuser Schauenburger Straße 37, 39 | BW                               |

## Bauliche Anlagen
| Objekt-ID     | Lage                                                  | Offizielle Bezeichnung                           | Beschreibung | Bild                             |
| ------------- | ----------------------------------------------------- | ------------------------------------------------ | --- | -------------------------------- |
| 10581         | Adolfstraße 14 – 28 (54° 20′ 1″ N, 10° 8′ 18″ O)      | ehem. Marine-Dienstgebäude (Oberfinanzdirektion) | errichtet 1891–1893 unter dem Kgl. Regierungsbaumeister Wuerst (Berlin); zwei über Brücke verbundene, dreigeschossige Gebäudekomplexe aus Backstein, vierflügeliges Kommandogebäude mit Sandsteinportikus, dreiflügelige Intendantur; Einfriedungsreste: hohes Eisengitter zwischen Mauerpfeilern. Das Gebäude wurde von 1950 bis 2003 von der Oberfinanzdirektion genutzt. - Begründung: geschichtlich, städtebaulich - Schutzumfang: ehem. Marine-Dienstgebäude (Oberfinanzdirektion), Einfriedung - Denkmaltyp: Bauliche Anlage | weitere Fotos \| Fotos hochladen |
| 10583         | Adolfstraße 31 (54° 20′ 4″ N, 10° 8′ 15″ O)           | Wohn- und Geschäftshaus                          | Wohn- und Geschäftshaus; 1900 (Entwurf), Bautischler H. Jaacks; viergeschossiges, asymmetrisch gegliedertes Eckgebäude in Putzausführung unter Kieler Dach mit rundem Eckerker und übergiebeltem Kastenerker auf Konsolen - Begründung: geschichtlich, städtebaulich - Schutzumfang: gesamtes Objekt - Denkmaltyp: Bauliche Anlage, Mehrheit von baulichen Anlagen: Wohnbebauung Adolfstraße 29-37 | Fotos hochladen                  |
| 9879          | Adolfstraße (54° 20′ 8″ N, 10° 8′ 16″ O)              | Granitpflasterstraße                             | Straßenraum; 1890; Reihenpflaster aus schwedischem Granit, eingelegte Jahreszahl; 1890; Gehwegbelag aus gelbem Pflasterklinker in Ellbogenverband. - Begründung: geschichtlich, städtebaulich - Schutzumfang: gesamtes Objekt - Denkmaltyp: Bauliche Anlage | Fotos hochladen                  |
| 11419         | Dreiecksplatz 5 - 6 (54° 19′ 44″ N, 10° 8′ 3″ O)      | Wohn- und Geschäftshaus                          | Wohn- und Geschäftshaus; 1949/50, Architektengemeinschaft Stoffers; fünfgeschossiger Putzbau unter ausgebautem Walmdach, Fassade mit Fensterbändern und gepaarten Fenstern in Werksteinrahmung gestaltet - Begründung: geschichtlich, städtebaulich - Schutzumfang: gesamtes Objekt - Denkmaltyp: Bauliche Anlage | Fotos hochladen                  |
| 3177          | Feldstraße 19 (54° 19′ 53″ N, 10° 8′ 21″ O)           | Denkmal „Todesgenius“                            | Alteintragung (Aktualisierung vorgesehen) - Begründung: Alteintragung (Aktualisierung vorgesehen) - Schutzumfang: Alteintragung (Aktualisierung vorgesehen) - Denkmaltyp: Bauliche Anlage | BW                               |
| 9388 Wikidata | Feldstraße 19 (54° 19′ 53″ N, 10° 8′ 20″ O)           | Kieler Gelehrtenschule                           | Alteintragung (Aktualisierung vorgesehen) - Begründung: Alteintragung (Aktualisierung vorgesehen) - Schutzumfang: Alteintragung (Aktualisierung vorgesehen) - Denkmaltyp: Bauliche Anlage | weitere Fotos \| Fotos hochladen |
| 9674          | Gerhardstraße 8 – 10 (54° 19′ 56″ N, 10° 8′ 9″ O)     | ehem. Gerhardschule (Volkshochschule)            | ehem. Gerhardschule, zwischenzeitlich Volkshochschule, heute zum Wohnhaus umgebaut; Alteintragung (Aktualisierung vorgesehen) - Begründung: geschichtlich, künstlerisch - Schutzumfang: gesamtes Objekt - Denkmaltyp: Bauliche Anlage | Fotos hochladen                  |
| 11658         | Holtenauer Straße 63 a-d (54° 20′ 1″ N, 10° 7′ 58″ O) | Mietwohnungshaus                                 | Mietwohnungshaus; 1892, Maurermeister Lassen; dreigeschossiger Backsteinbau in neugotischer Formgebung, Zubehör im Innern weitgehend erhalten - Begründung: geschichtlich, städtebaulich - Schutzumfang: gesamtes Objekt - Denkmaltyp: Bauliche Anlage | Fotos hochladen                  |
| 11657         | Holtenauer Straße 73 (54° 20′ 4″ N, 10° 7′ 58″ O)     | Wohn- und Geschäftshaus                          | Wohn- und Geschäftshaus; 1907–08, Hans Schnittger; viergeschossiger Backsteinbau mit Mezzanin und Mansarddach, helle, dekorativ belebte Putzflächen, Mittelerker und Loggien; Hofgebäude viergeschossiges Lagerhaus - Begründung: geschichtlich, künstlerisch, städtebaulich - Schutzumfang: gesamtes Objekt - Denkmaltyp: Bauliche Anlage | Fotos hochladen                  |
| 31305         | Holtenauer Straße 100 (54° 20′ 6″ N, 10° 8′ 2″ O)     | Wohnhaus Brandt                                  | Wohnhaus Brandt; 1889, Zimmermeister P. Brandt; Erweiterung ab 1933, Architekt Suhr für Dr. Portwich; zweigeschossiger Putzbau über Sockelgeschoss mit flachem Walmdach; Gartenparzelle mit straßenseitiger Einfriedung und rückwärtigem Gartenhaus - Begründung: geschichtlich, künstlerisch, städtebaulich - Schutzumfang: Wohnhaus Brandt, Gartenhaus, Außenanlagen, Einfriedung - Denkmaltyp: Bauliche Anlage | BW                               |
| 11786         | Langer Segen 8 - 10 (54° 19′ 47″ N, 10° 8′ 17″ O)     | Nebengebäude der ehem. Marinekaserne             | Nebengebäude der Marinekaserne; kurz nach 1890/kurz nach 1900; viergeschossiger flachgedeckter gelber Backsteinbau, überhöhter Risalit mit Rundbogenfenstern im Attikageschoss, östlicher jüngerer dreigeschossiger Flügel weiß geputzt mit Backsteinziergliederung; Treppenaufgang; Einfriedungsmauer - Begründung: geschichtlich, städtebaulich - Schutzumfang: gesamtes Äußeres, Treppenaufgang, Einfriedungsmauer - Denkmaltyp: Bauliche Anlage                                                                                | weitere Fotos \| Fotos hochladen |
| 11802         | Lornsenstraße 34 (54° 20′ 4″ N, 10° 8′ 17″ O)         | Mietwohnungshaus                                 | Mietwohnungshaus; 1900/01, Emil Ebeling für das Baugeschäft Amelow; viergeschossiger Backsteinbau über geputztem Erdgeschoss, Fassade gegliedert durch Eckturm, Erker und Loggien, neogotischer Formenkanon - Begründung: geschichtlich, städtebaulich - Schutzumfang: gesamtes Objekt - Denkmaltyp: Bauliche Anlage, Mehrheit von baulichen Anlagen: Mietwohnungshäuser Lornsenstraße 30-34 | Fotos hochladen                  |
| 11995         | Preußerstraße 8 (54° 19′ 45″ N, 10° 8′ 3″ O)          | Mietwohnungshaus                                 | Mietwohnungshaus; 1928/29, Baugeschäft Thoms/Johann Theede; fünfgeschossiger traufständiger Backsteinbau unter Satteldach, breiter mehrgeschossiger Kastenerker, Durchfahrt mit schmiedeeisernem Tor - Begründung: geschichtlich, städtebaulich - Schutzumfang: gesamtes Objekt - Denkmaltyp: Bauliche Anlage | BW                               |
| 12138         | Waitzstraße 21 (54° 20′ 6″ N, 10° 8′ 21″ O)           | Wohnblock                                        | Wohnblock; um 1930, Arnold Bruhn; 1951–53 umgebaut; viergeschossiger Backsteinbau mit Mezzaningeschoss unter Flachdach, expressionistische Backsteindetails - Begründung: geschichtlich, künstlerisch - Schutzumfang: gesamtes Objekt - Denkmaltyp: Bauliche Anlage | Fotos hochladen                  |
| 12137         | Waitzstraße 43 (54° 20′ 7″ N, 10° 8′ 5″ O)            | ehem. Verbindungshaus                            | Alteintragung (Aktualisierung vorgesehen) - Begründung: geschichtlich, künstlerisch - Schutzumfang: gesamtes Objekt - Denkmaltyp: Bauliche Anlage | Fotos hochladen                  |

## Quelle
- Liste der Kulturdenkmale in Schleswig-Holstein – Landeshauptstadt Kiel (PDF)

- Karte mit allen Koordinaten:
- OSM |
- WikiMap